# Maître des Effigies dominicaines
Le Maître des Effigies dominicaines (en italien, Maestro delle Effigi domenicane) est un peintre et enlumineur florentin du Trecento (XIVe siècle italien), un maître anonyme, actif de 1325 à 1355, nommé ainsi pour des œuvres de facture gothique d'effigies dominicaines d'un panneau de la basilique Santa Maria Novella à Florence.

## Histoire

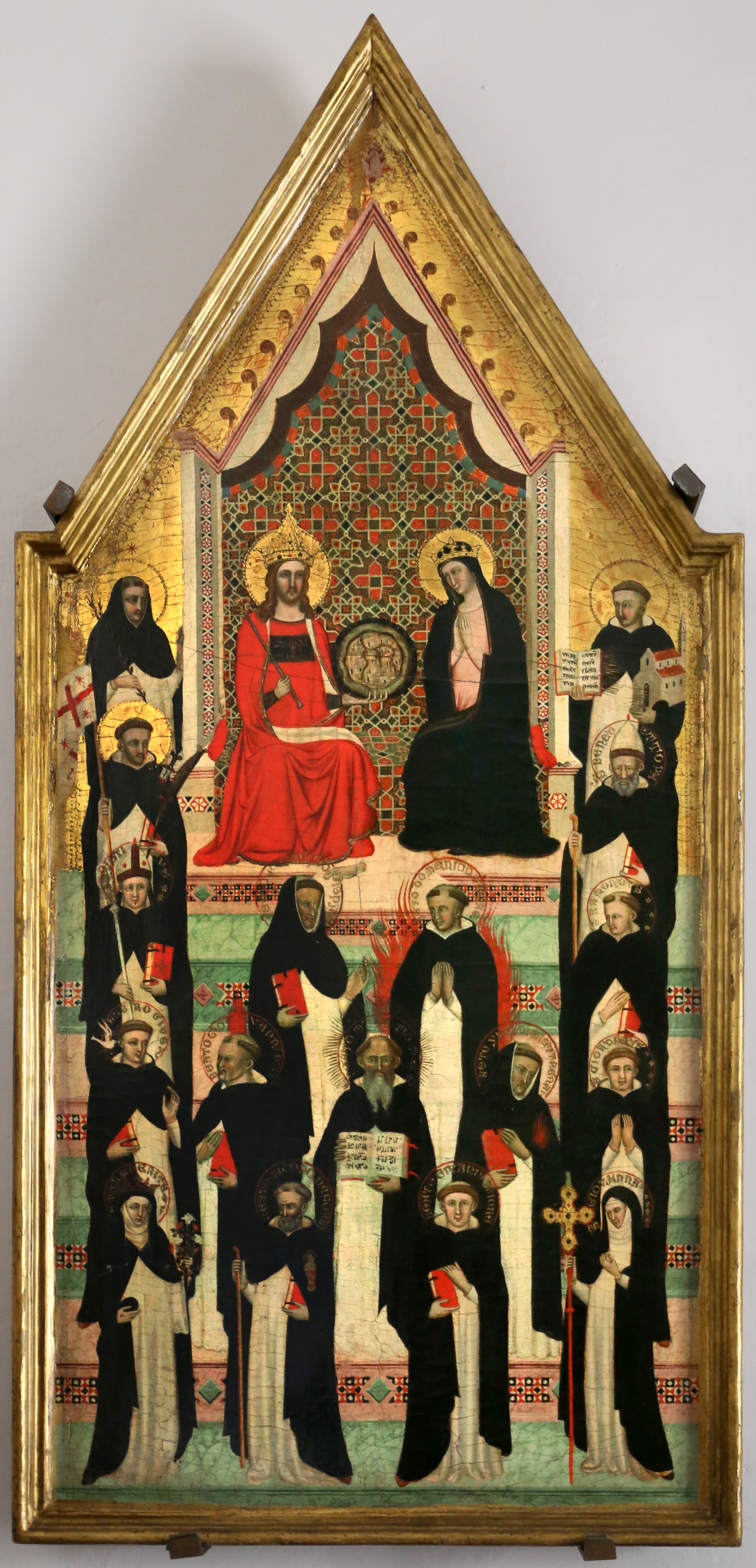
Saints et bienheureux dominicains entourant la Vierge et le Christ, musée de Santa Maria Novella.

Le Maître des Effigies dominicaines tire son nom de convention d'un célèbre tableau représentant le Christ et la Vierge trônant parmi dix-sept saints et autres figures de bienheureux de l'ordre des Dominicains situé au musée de la basilique Santa Maria Novella de Florence.
Comme beaucoup de peintres florentins de son époque, le Maître des Effigies dominicaines a travaillé sur panneau, à fresque, mais aussi pour des manuscrits.
Parmi les principales enluminures de manuscrit figurent celles du  livre du Biadaiolo (Bibliothèque Laurentienne, Florence, cod. Tempiano 3), qui dépeint des scènes d'événements historiques de la Florence du XIVe siècle et un traité sur les Vertus et les Vices (Bibliothèque Apostolique Vaticane, cité du Vatican, Cod. Barb. Lat. 3984). Ces œuvres sont caractérisées par une exécution minutieuse et la représentation dans les moindres détails narratifs.
Le Maître des Effigies dominicaines fut probablement l'un des plus importants enlumineurs de sa génération après Pacino di Bonaguida, avec qui il collabora régulièrement.

## Œuvres

### Panneaux

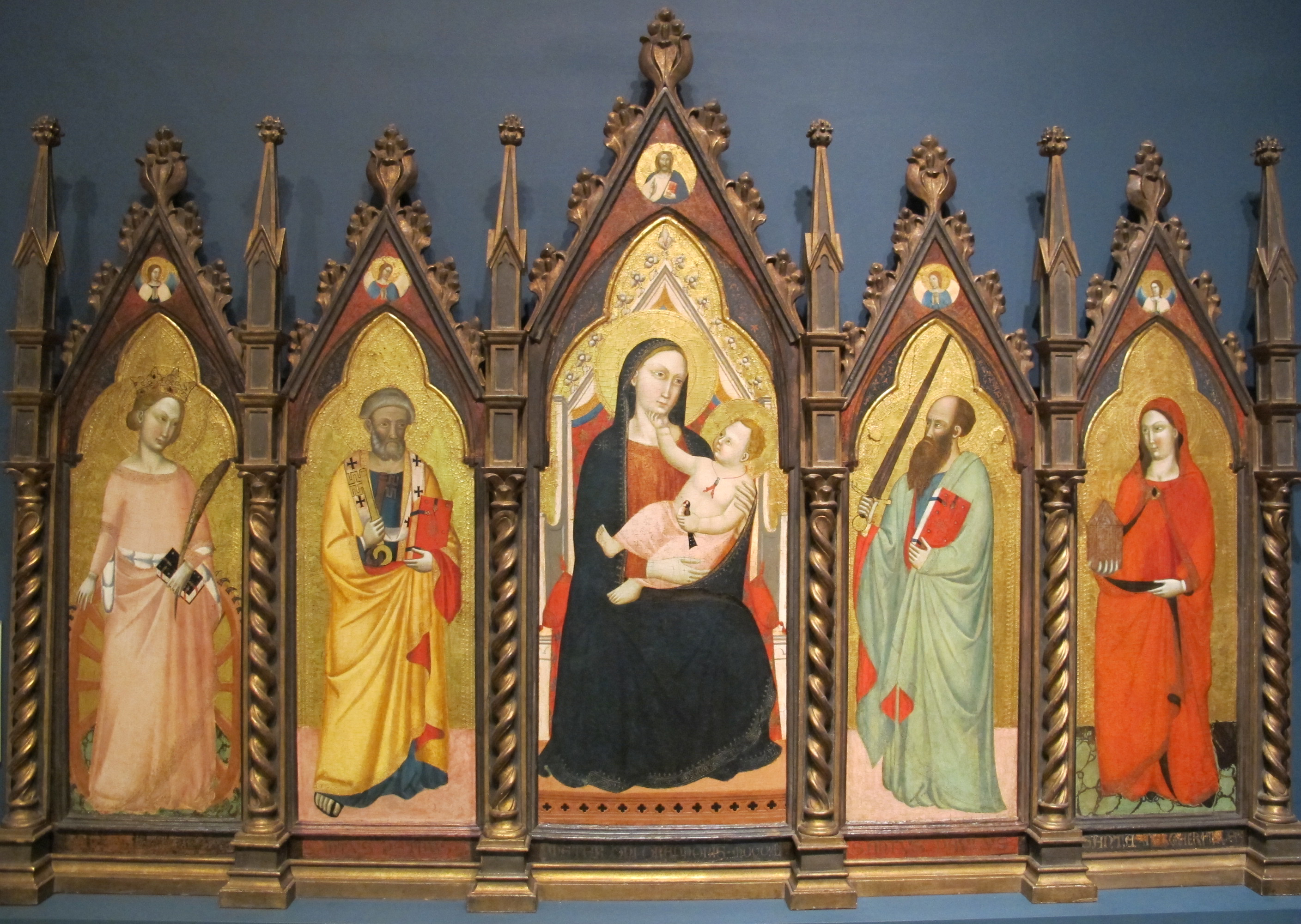
Vierge trônant et Saints, Institut Courtauld.

- Le Jugement dernier - la Vierge et l'Enfant entourés de saints - La Crucifixion - La Glorification de saint Thomas d'Aquin - La Nativité (vers 1325), Metropolitan Museum of Art[1].
- Triptyque, collection particulière[2] :
  - La Vierge et l'Enfant trônant (centre),
  - Saint François d'Assise recevant les stigmates (volet gauche),
  - Saint Pierre (volet droit).
- La Vierge et l'Enfant, entre saint Benoît, saint Lucie, sainte Marguerite et saint Zénobe, (63 x193 cm), v. 1335-1340, Galerie de l'Académie, Florence, ancien devant d'autel de provenance inconnue[3]
- Polyptyque de la Vierge à l'Enfant avec quatre saints, Institut Courtauld, 1345[4].

### Manuscrits enluminés et miniatures isolées

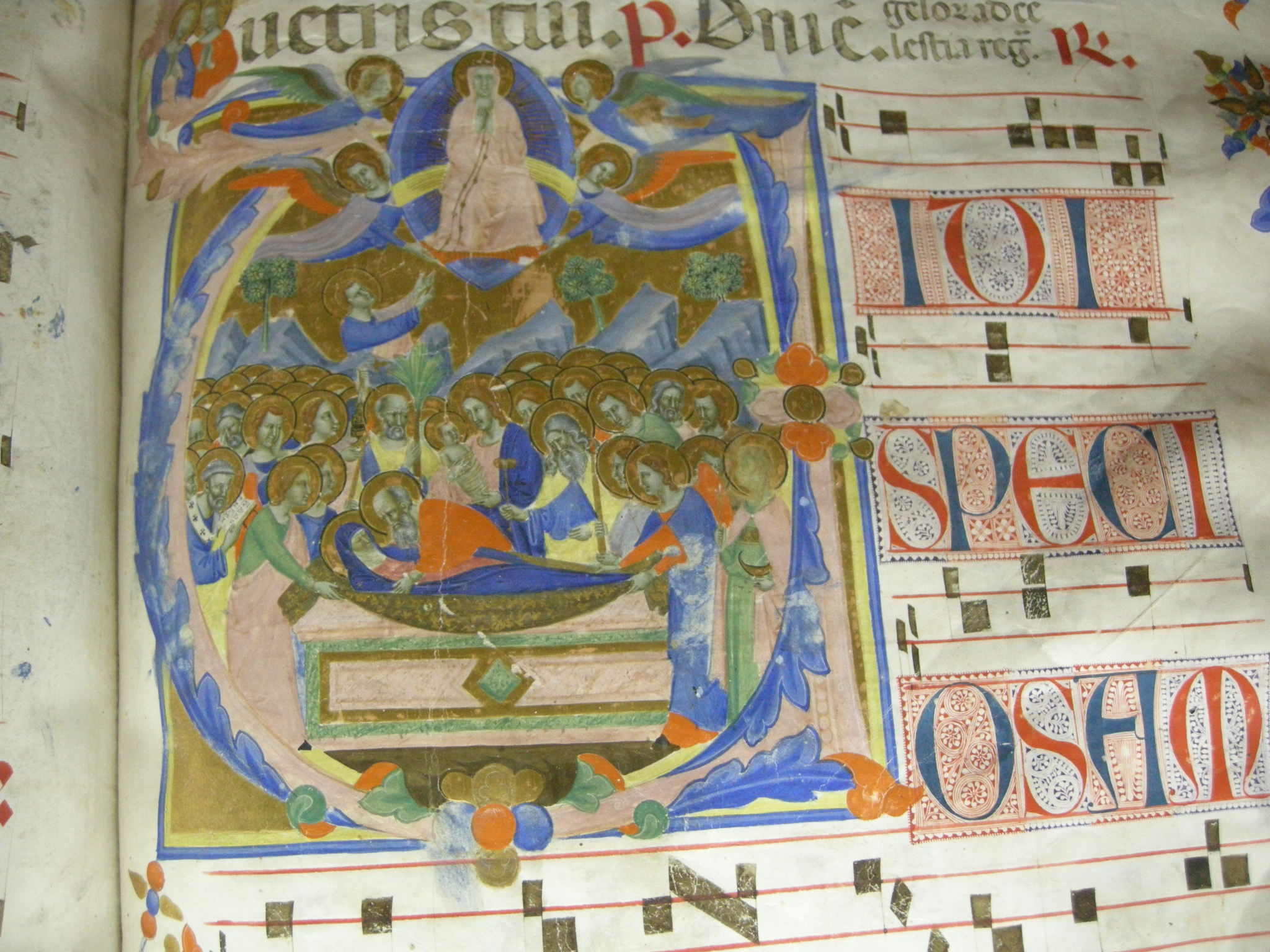
Enluminure, musée du Trésor à Impruneta.

Les historiens de l'art lui attribuent 26 manuscrits au total, parmi lesquels :
- Les Vertus, miniature, illustration de l'éthique du  Tesoro, exemplaire de Florence,
- Livre du Biadaiolo ou Specchio umano, huit miniatures, Bibliothèque Laurentienne, Florence[6].
- La Nativité et L'Annonce aux bergers, lettrine historiée « P » et bas de page du folio isolé d'un graduel, musée du Louvre, RF54[7].
- Traité des vertus et des vices, miniatures, Bibliothèque Apostolique Vaticane, cité du Vatican, Cod. Barb. Lat. 3984.
- Manuscrit de la Divine Comédie, Biblioteca Palatina, Parme, Ms.3285
- Manuscrit de la Divine Comédie, Bibliothèque laurentienne, Cod.Plut.XL,13
- Nativité et l'annonciation aux bergers, La Vierge et le Christ tronant devant 40 saints, miniatures découpées d'un livre liturgique, National Gallery of Art, Washington, 1949.5.87 & 1959.16.2[8]